# Obert internacional d'escacs de Sants, Hostafrancs i la Bordeta
L'Obert internacional d'escacs de Sants, Hostafrancs i la Bordeta és un torneig d'escacs que es juga al Centre cívic de Cotxeres de Sants, a Barcelona, des de l'any 1998. El torneig es disputa per sistema suís a deu rondes i és organitzat pel Secretariat d'Entitats de Sants-Hostafrancs-La Bordeta, el Catalunya Escacs Club, l'Escacs Comtal Club, el Club d'Escacs La Cadena i el Club d'Escacs d'Hostafrancs amb Àlex Sulleva Baiget com a director. Hi participen més de 600 jugadors de 40 nacionalitats diferents, de fet el 2011 es va assolir la xifra rècord de 678 participants. El torneig és vàlid per Elo FIDE, FEDA i FCE, i per l'obtenció de normes de Mestre Català, Mestre Internacional i Gran Mestre. L'Obert de Sants és computable pel Circuit Català d'Oberts Internacionals d'Escacs.

## Detalls de l'Obert
L'Obert Internacional d'Escacs de Sants, Hostafrancs i Bordeta es juga des del 1998 cada any a finals d'agost a l'auditori del Centre Cívic Cotxeres de Sants, al barri de Sants de Barcelona. Consta de dos grups: el Grup A per a tots els jugadors amb llicència federativa en vigor, i el Grup B per a tots els jugadors amb llicència federativa en vigor i un màxim de 1999 d'Elo. El ritme de joc s'estableix en 40 jugades en una hora i 30 minuts + 30 segons per jugada, per a cada jugador/a, i posteriorment 30 minuts + 30 segons per jugada a Finish (caiguda de bandera).

### Edició 2009
Entre el 21 i el 30 d'agost es juga el XI Obert. El torneig es va disputar en dos grups, A y B. Per un costat el grup únic d'anteriors edicions pels jugadors amb llicència federativa i per l'altre costat pels jugadors aficionats amb un Elo màxim de 1999. En el grup A va guanyar el brasiler i GM Alexandr Fier líder destacat amb 8,5 punts en 10 rondes. En segona i tercera posició empatats en 8 punts varen acabar el polonès GM Michal Krasenkow i el francès MI François Fargère.

### Edició 2010
El XII Obert de Sants tingué la participació de 610 jugadors dels quals quasi 100 amb titulació internacional, amb una representació de més de 43 països on els italians han predominat. Ja s'ha convertit en el cinquè torneig d'escacs més important del món.

### Edició 2011
El XIII Open Internacional d'Escacs de Sants, Hostafrancs i la Bordeta, que s'esdevé en paral·lel a la festa major del barri, va batre el rècord d'inscripcions amb 678 participants. La trobada es va complementar amb una exposició del Col·lectiu d'Artistes de Sants dedicada als escacs, a les Cotxeres de Sants.

### Edició 2012
La XIV edició es va disputar del 17 al 26 d'agost a les Cotxeres de Sants de Barcelona. Hi varen participar més de 600 jugadors de 39 països. Entre els participants va destacar la presència de l'ex campió d'Europa el GM Dieter Nisipeanu. Hi varen haver més de 100 titulats internacionals entre els quals destaquen 17 GM i 36 MI. El títol del grup A es va haver de decidir en un desempat a ràpides, ja que Gajewski, Spraggett, Rakhmanov, Córdova i Shankland varen acabar les deu rondes empatats en 8 punts. En la prèvia va quedar fora el nord-americà Shakland, i a semifinals varen guanyar Rakhamanov i Gajewsky. Finalment el polonès Gajewsky es va endur el títol en guanyar la final per 1.5 a 0.5.

### Edició 2013
XV edició de l'Obert internacional de Sants, celebrat a Barcelona del 23 d'agost a l'1 de setembre de 2013, amb la participació de 645 jugadors de 39 països, entre els quals han figurat més de 100 mestres, entre ells, 23 Grans Mestres.

### Edició 2014
En el XVI Obert hi participaren més de 600 jugadors de 40 països diferents. El nivell dels jugadors fou important on destacà que dels 500 Grans Mestres existents al món, hi jugaven 21. Fou el segon torneig obert més gran d'Europa.

### Edició 2015
En el XVII Obert hi participaren 747 jugadors de 41 països diferents, 26 dels quals eren Grans Mestres, essent el torneig d'escacs més important de l'estat espanyol i el tercer d'Europa en nombre de participants, assolint així el record històric de participació. Es repartiren 15.800 euros en premis dels quals el guanyador s'endugué 2.500 euros. Les partides més rellevants es retransmeteren a diferents portals d'internet. El sistema de joc fou pel sistema suís a 10 rondes al ritme de 90 minuts per partida més 30 segons per jugada als primers 40 moviments més 30 minuts (i 30 segons per jugada) per acabar la partida.

## Quadre d'honor
Quadre de totes les edicions amb els tres primers de la classificació general:
| Any                 | Dates               | Edició      | Campió                 | Subcampió             | Tercer                       |
| ------------------- | ------------------- | ----------- | ---------------------- | --------------------- | ---------------------------- |
| 1999                | -                   | I Obert     | Oleg Korneev           | Alexandar Panchenko   | Víktor Moskalenko            |
| 2000                | Del 01/09 al 10/09  | II Obert    | Javier Campos Moreno   | Michael Oratovsky     | Walter Arencibia             |
| 2001                | Del 01/09 al 10/09  | III Obert   | Víktor Moskalenko      | Azer Mirzoev          | Jonathan Parker              |
| 2002                | agost               | IV Obert    | Javier Campos Moreno   | Marc Narciso i Dublan | Bogdan Lalić                 |
| 2003                | Del 30/08 al 07/09  | V Obert     | Tiger Hillarp Persson  | Víktor Moskalenko     | Ralf Akesson                 |
| 2004                | Del 28/08 al 05/09  | VI Obert    | Pengxiang Zhang        | Tiger Hillarp Persson | Oleg Korneev                 |
| 2005                | Del 27/08 al 04/09  | VII Obert   | Liviu-Dieter Nisipeanu | Mohamad Al-Modiahki   | Mircea Pârligras             |
| 2006                | Del 25/08 al 03/09  | VIII Obert  | Marc Narciso Dublan    | Zvulon Gofshtein      | Slavko Cicak                 |
| 2007                | Del 24/08 al 02/09  | IX Obert    | Friso Nijboer          | José González García  | Daniel Alsina Leal           |
| 2008                | Del 22/08 al 31/08  | X Obert     | Pablo Lafuente         | Mateusz Bartel        | Diego Di Berardino           |
| 2009                | Del 21/08 al 30/08  | XI Obert    | Alexandr Fier          | Michal Krasenkow      | François Fargère             |
| 2010                | Del 20/08 al 29/08  | XII Obert   | Maxim Rodshtein        | Tomasz Markowski      | Orelvis Pérez Mitjans        |
| 2011                | Del 19/08 al 28/08  | XIII Obert  | Matthew Sadler         | Eduardo Iturrizaga    | Aramis Álvarez Pedraza       |
| 2012                | Del 17/08 al 26/08  | XIV Obert   | Grzegorz Gajewski      | Aleksandr Rakhmanov   | Emilio Córdova Daza          |
| 2013                | Del 23/08 al 01/09  | XV Obert    | Baskaran Adhiban       | Jorge Cori            | Vladímir Potkin              |
| 2014                | Del 22/08 al 31/08  | XVI Obert   | Alexandr Fier          | Daniele Vocaturo      | Sebastian Bogner             |
| 2015                | Del 21/08 al 30/08  | XVII Obert  | Kacper Piorun          | Romain Édouard        | Daniele Vocaturo             |
| 2016                | Del 19/08 al 28/08  | XVIII Obert | Ma Qun                 | Wan Yunguo            | Jorge Cori Tello             |
| 2017                | Del 18/08 al 27/08  | XIX Obert   | Rinat Jumabayev        | Dmitri Svetuşkin      | Julian Martin                |
| 2018                | Del 17/08 al 26/08  | XX Obert    | Liviu-Dieter Nisipeanu | Jules Moussard        | Miquel Illescas i Córdoba    |
| 2019 23/08 a l'1/09 | Del 23/08 a l'01/09 | XXI Obert   | Bharathakoti Harsha    | Maximilian Neef       | Cristobal Henriquez Villagra |
| 2022                | Del 19/08 al 28/08  | XXII Obert  | S.L.Narayanan          | Suri Vaibhav          | Bobby Cheng                  |
| 2023                | Del 18/08 al 27/08  | XXIII Obert |                        |                       |                              |